# Coulmannia australis
Coulmannia australis is een pissebed uit de familie Paramunnidae. De wetenschappelijke naam van de soort is voor het eerst geldig gepubliceerd in 1910 door Hodgson.